# Фонтебруна (Пескара)
Фонтебруна (итал. Fontebruna) је насеље у Италији у округу Пескара, региону Абруцо.
Према процени из 2011. у насељу је живело 43 становника. Насеље се налази на надморској висини од 464 м.